# Ny-Ålesund

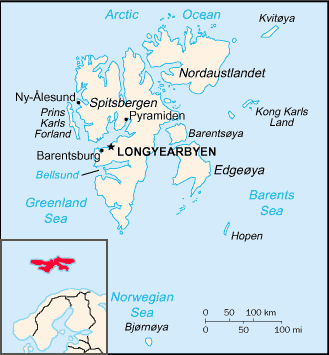
Localización de Ny-Ålesund, en el extremo nororiental de la isla Spitsbergen.

Nueva Alesund, Nueva Ålesund o Ny-Ålesund es una localidad que sirve de base de investigación científica en la Tierra de Oscar II, en la isla de Spitsbergen, en el archipiélago de Svalbard. Es propiedad de la empresa estatal Kings Bay y pertenece a Noruega desde agosto de 1925. 
Tiene la particularidad de ser el asentamiento civil más septentrional del mundo. 
La distancia entre Ny-Ålesund y el polo norte es de solo 1231 km.

## Geografía
La localidad cuenta con una población de entre 30 y 35 habitantes. En verano es poblada por hasta 120 personas, debido a la actividad turística. Muchos de sus moradores trabajan en estaciones de investigación científica, como el proyecto Global Atmosphere Watch, pertenecientes a varios países.

## Historia
Ny-Ålesund fue fundada en 1916 por la compañía carbonera noruega Kings Bay Kull Compani AS (KBKC) para explotar las minas de carbón. En esa época era todavía "tierra de nadie", usada por exploradores y balleneros de diversos países. 
En 1925 se firmó el Tratado de Svalbard que adjudicaba la soberanía de todo el archipiélago a Noruega, pero no fue hasta el 14 de agosto de 1925 en que la soberanía se hizo efectiva. En 1929 se puso fin a las actividades mineras.
Ese mismo año, la compañía minera decidió poner en Ny-Ålesund una base de avituallamiento y estación pesquera para los cientos de barcos que pescaban en las aguas alrededor del archipiélago. En 1941 la actividad minera se restableció, pero debido a la Segunda Guerra Mundial se evacuó el asentamiento y se destruyeron las entradas a las minas.
Después de la guerra, en 1945, se abrieron de nuevo las minas, para cerrar definitivamente en 1962 tras diversos accidentes y explosiones que costaron la vida a muchos mineros.
En 1964 Noruega firmó un acuerdo con la Organización Europea para la Investigación Espacial para establecer una estación de telemetria de satélites. Esto fue el comienzo de las actividades científicas que actualmente se desarrollan en Ny-Ålesund.

## Turismo
Ny-Ålesund es parada obligatoria de los cruceros que llegan a esas latitudes. También se puede llegar en avión, con vuelos dos veces por semana desde Longyearbyen. Hay un hotel, el North Pole Hotel.
Una de las atracciones turísticas es la oficina de correos, la más septentrional de Europa. También hay un pequeño museo de la minería del carbón.

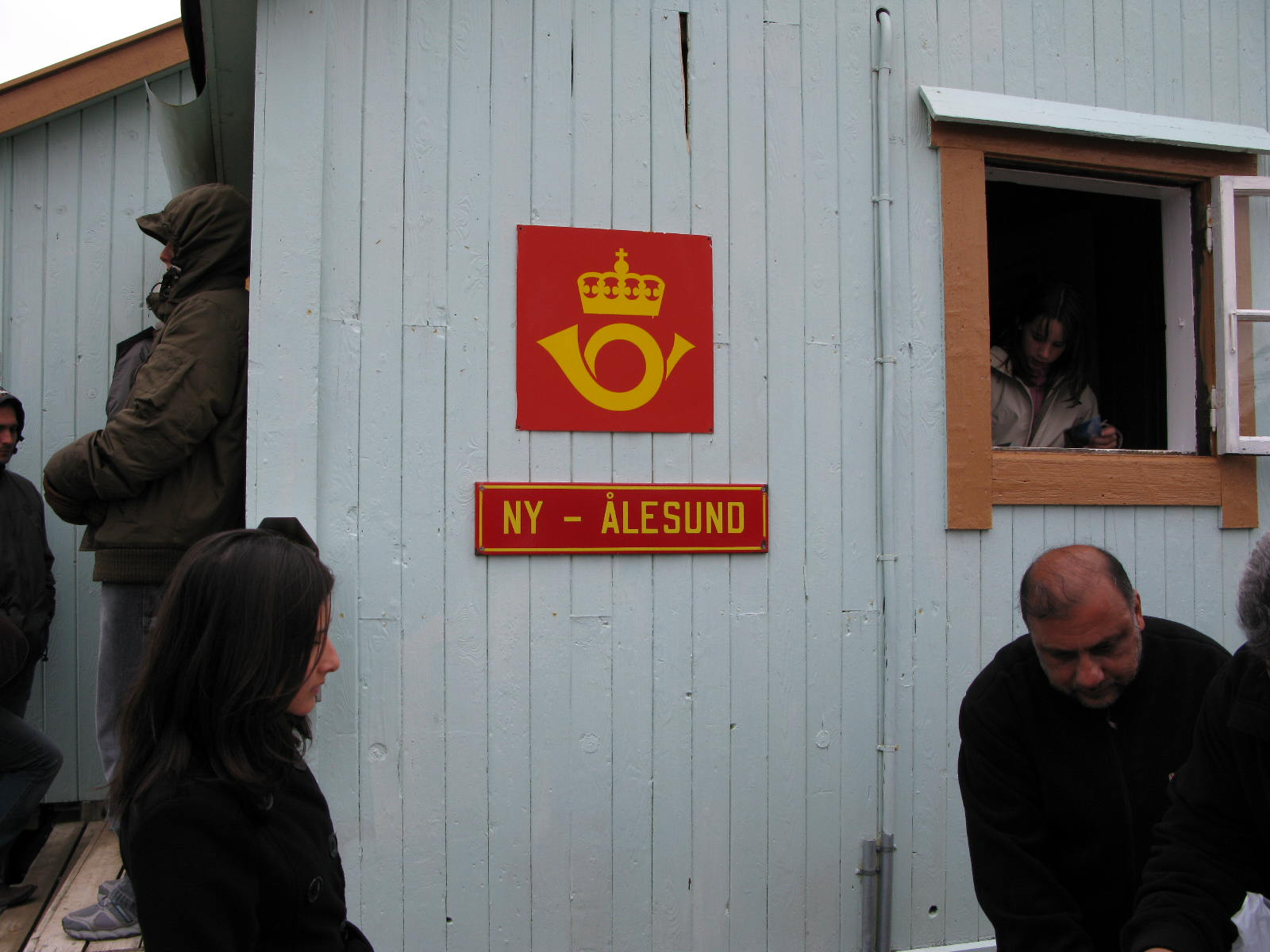
Oficina de correos de Ny-Ålesund.